# Блажеёвский, Дмитрий Теодорович
Дмитрий Теодорович Блажеёвский (укр. Дмитро Теодорович Блажейовський; 21 августа 1910 год Вислик Верхний, Лемковщина, ныне часть села Вислик Большой, Подкарпатское воеводство, Польша — 23 апреля 2011 год, Львов) — украинский греко-католический священник, историк, художник (автор вышитых икон).

## Биография

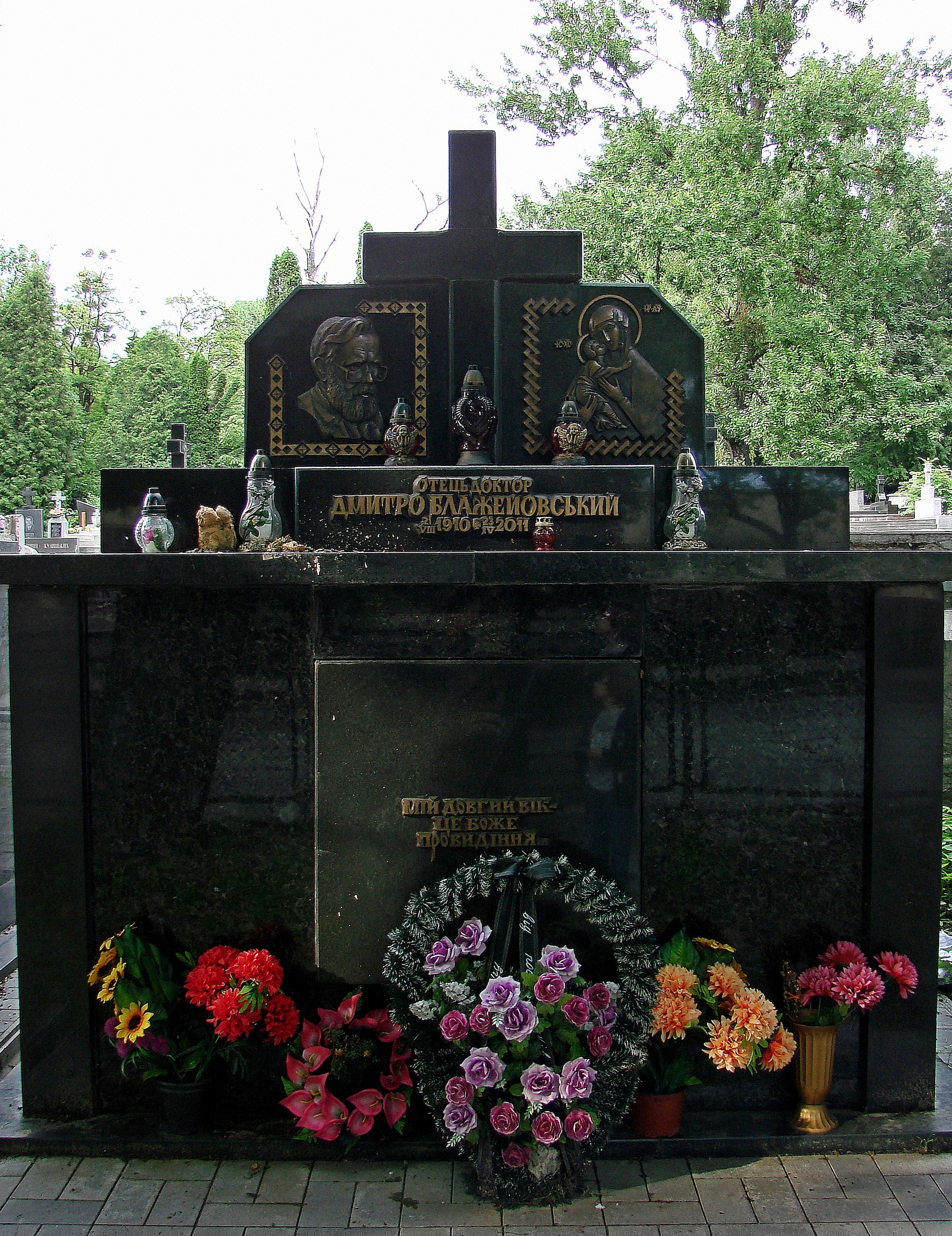

Родился в селе Вислик Верхний на Лемковщине в семье Теодора и Анны Блажеёвских.
В 1922—1930 годах учился в украинской гимназии в Перемышле. 1933 года в Праге, где изучал электроинженерию, пешком отправился на богомолье в Рим, где и остался по просьбе о. Феодосия Галущинского и поступил в семинарию.
В 1933—1946 годах изучал философию, теологию и историю в Урбанианском и Григорианском Папских университетах в Риме.
Рукоположён в священника 2 апреля 1939. В 1942 году защитил докторскую диссертацию по богословию в Папском университете Urbanianum. 1946 — защитил докторскую диссертацию по истории в Папском университете Gregorianum.
В 1946—1973 годах священник в различных греко-католических приходах в США (организовал 3 прихода и одну миссионерскую станицу, построил храмы).
В 1973 году вернулся в Рим, где занялся научной деятельностью и вышиванием икон.
Автор 25 научных трудов по истории Церкви и Украинского государства, педагогике.
Известный автор вышитых икон и церковных хоругвей (более 350). Часть из них хранятся в музеях (Украина, Франция, Италия, Ватикан, Германия, Бразилия), часть — используется с литургической целью. Опубликовал 300 узоров украинской религиозной вышивки.
6 мая 1999 открыл во Львове собственный музей вышитых икон и образов (пр. Черновола, 2а).
17 августа 2006, по случаю 15-й годовщины независимости Украины, Президент Украины Виктор Ющенко наградил о. Дмитрия Блажеёвского орденом «За заслуги» III степени «за весомый личный вклад в укрепление международного авторитета Украины, популяризацию исторических и современных достижений украинского народа, активное участие в жизни зарубежной украинской общины».
21 августа 2010 общественность отметила 100-летие в. Дмитрия Блажеёвского в Национальном театре имени Марии Заньковецкой во Львове.
Львовский музей вышитых икон и образов отца доктора Дмитрия Блажеёвского и Общество «Украина-Мир» выдвинули кандидатуру о. Дмитрия Блажеёвского на соискание Национальной премии Украины имени Тараса Шевченко.
Умер о. Дмитрий Блажеёвский 23 апреля 2011 во Львове на 101-м году жизни. Похоронен на Яновском кладбище.

## Труды
- Власть Київських Митрополитів над монахами (1596—1809). — Рим, 1973
- Українська і вірменська папські семінарії у Львові (1665—1784). — Рим, 1975
- Митрополії, епархії і екзархати візантійсько-київського обряду. Номенклатура і статистика. — Рим, 1980
- Студенти візантійсько-київського обряду в папських колегіях і семінаріях, університетах та інститутах Центральної і Західної Европи. — Рим, 1984
- Шематизм Української Католицької Церкви у діаспорі. — Рим, 1988
- Українське католицьке духовенство у діаспорі (1751—1988). — Рим, 1988
- Ієрархія Київської Церкви (861—1990). — Рим, 1990
- Українська Папська Мала Семінарія св. Йосафата у Римі (1951—1990). — Рим, 1990
- Берестейська Ре-Унія та українська історична доля і недоля. — Львів, 1995
- Історичний шематизм Перемиської Епархії з включенням Апостольської Адміністратури Лемківщини (1828—1939). — Львів, 1995, ISBN 5-7745-0672-X
- Альбом вишиваних ікон та образів. — Львів, 1999
- Мої рефлексії щодо проблем минулого, теперішнього і будущності українського народу. — Львів, 2010

## Память
Львовское издательство «Априори», благотворительный фонд им. о. доктора Дмитрия Блажеёвского и фонд «Андрей» выпустили в свет церковный календарь на 2014 год. Его текст, документы и фотографии посвящённые 70-й годовщине со дня смерти митрополита Андрея (Шептицкого). Кроме документальных материалов, составители календаря (А. Гайова и М. Перун) привлекли к нему многочисленные цветные фотографии вышитых икон о. доктора Дмитрия Блажеёвского. Среди них — «Рождество Христово», «Сретение Господне», «Распятие Г. Н. И. Х.», «Воскресение Христово», «Вознесение Христово», «Пресвятая Троица», «Святые Владимир и Ольга», «Преображение Господне», «Рождество Пресвятой Богородицы», «Покрова», «Св. сщмч. Иосафат (Кунцевич)», «Святой Николай». Здесь же была подана и краткая биографическая справка о жизни, труде и служении греко-католического священника, о его научно-богословском и художественном (вышивание икон) творчестве.